# Tổ chức các hãng hàng không Ả Rập

Tổ chức các hãng hàng không Ả rập (tiếng Anh: Arab Air Carriers Organization, viết tắt là AACO) là tổ chức của các hãng hàng không thương mại vùng, được Liên đoàn Ả rập thành lập năm 1965, trụ sở đặt tại Beirut (Liban). Mục tiêu của Tổ chức là thúc đẩy sự tiến bộ về vấn đề an toàn, chất lượng phục vụ cùng sự hợp tác chặt chẽ giữa các hãng hàng không Ả rập. Mọi hãng hàng không có căn cứ ở một trong 22 nước thành viên của Liên đoàn Ả rập đều có thể tham gia Tổ chức này, nhưng không bắt buộc. Tổ chức có 1 Trung tâm huấn luyện lập năm 1996 ở Amman (Jordan) cung cấp dịch vụ huấn luyến giá rẻ. Năm 2000 Trung tâm này đã mở thêm vài khóa học ở Beirut (Liban) và Cairo (Ai Cập). Hàng năm các Giám đốc điều hành của các hãng hàng không trong Tổ chức đều họp để thảo luận về vấn đề hàng không, các tiến bộ đã đạt được cũng như cần phải đạt và các kế hoạch hoặc dự án phát triển khác.
Một trong các kế hoạch đầy tham vọng của Tổ chức là thúc đẩy các hội viên hoàn tất việc chuyển vé giấy thành vé điện tử trong năm 2007, thời hạn chót mà IATA đặt ra. Tổ chức cũng mới đua ra kế hoạch lập Liên minh hàng không vùng gọi là Liên minh hãng hàng không Ả rập (Arabesk Airline Alliance) gồm 9 hãng, đều là hội viên của AACO.. AACO luôn cộng tác tích cực với IATA và ICAO.

## Các hội viên
Tổ chức các hãng hàng không Ả rập hiện có 24 hội viên:
- Afriqiyah Airways
- Air Algérie
- Air Arabia
- Air Cairo
- EgyptAir
- Emirates Airline
- Etihad Airways
- Gulf Air
- Iraqi Airways
- Jordan Aviation
- Kuwait Airways
- Libyan Airways
- Middle East Airlines
- Oman Air
- Palestinian Airlines
- Qatar Airways
- Royal Air Maroc
- Royal Jordanian Airlines
- Saudi Arabian Airlines
- Sudan Airways
- Syrian Arab Airlines
- Trans Mediterranean Airways
- Tunisair
- Yemenia